# KZ Sisak
Koordinaten: 45° 29′ 43″ N, 16° 21′ 56″ O
Das Konzentrationslager Sisak (kroatisch Sabirni logor Sisak; serbisch Koncentracioni logor Sisak, Концентрациони логор Сисак) war während des Zweiten Weltkriegs ein für Kinder konzipiertes Konzentrationslager im damaligen Unabhängigen Staat Kroatien (NDH), einem Vasallenstaat der faschistischen Achsenmächte. Es befand sich in Sisak, einer kroatischen Kleinstadt, etwa 100 Kilometer südöstlich der Hauptstadt Zagreb. 
Der Hauptkomplex dieses Lagers befand sich westlich des Güterbahnhofes von Sisak am Flussufer der Kupa, nicht weit vom städtlichen Friedhof. Das Lager war von einem Stacheldrahtzaun umgeben, so dass für die Kinder eine Flucht nicht möglich war. Die Internierten waren hauptsächlich serbische Kinder, aber auch jüdische sowie Kinder von Roma und Sinti.
Im Gegensatz zum KZ Stara Gradiška, in dem neben Kindern auch Frauen interniert waren, waren das Lager in Sisak sowie das KZ Gornja Rijeka und KZ Jastrebarsko die einzigen reinen Kinderkonzentrationslager in Europa. Sisak war von ihnen das größte.

## Geschichte

### Verwaltung
Das KZ Sisak wurde am 12. Juli 1942 eröffnet. Es war eines von etwa 40 Lagern, die zwischen 1941 und 1945 im damaligen Unabhängigen Staat Kroatien von den faschistischen kroatischen Ustascha errichtet wurden und bestand aus sechs Baracken. Sisak bildete ein Spezial- und Außenlager des KZ Jasenovac, zu dem neben Sisak noch vier Nebenlager sowie drei kleinere Lager gehörten. KZ-Kommandant des Lagers war Antun Najžer. Von den etwa 10.000 Kindern in den drei Kinderlagern starben rund 4.000. Das Lager wurde im Mai 1945 von jugoslawischen Partisanen befreit. Nach der Befreiung berichtete der Totengräber des KZ Franjo Videc, dass die eigentliche Anzahl der Todesfälle höher als in den vorliegenden Unterlagen war, denn die jüngsten Kinder wurden gar nicht erst registriert. Bis heute konnte die genaue Zahl der Opfer nicht ermittelt werden.

### Bestimmung
Das Ziel der Inhaftierung war offiziell die Umerziehung der gefangenen Kinder, jedoch diente es in weitem Umfang dem Völkermord an den Serben, Roma und Juden. Die Sterberate im Lager war extrem hoch. Bakterienruhr gehörte zu den üblichen Krankheiten und häufigsten Todesursachen. Oft erhielten die Kinder tagelang keine Nahrung, wodurch viele verhungerten, dann Essen, dem man Natriumhydroxid zugesetzt hatte. Einige Kinder wurden von Ustaschas ermordet.
Zu den größten Verbrechen gehörte die Verschleppung von serbischen Kindern aus der in Bosnien-Herzegowina gelegenen Regionen Kozara, Banije, Kordun und Slawonien im Jahre 1942. Von den etwa 6693 Kindern, die nach der Trennung von ihren Eltern ins Lager Sisak gelangten, verloren mehr als 1630 ihr Leben. Täglich starben etwa 30 bis 40 Kinder. Die Eltern hingegen wurden ins KZ Jasenovac interniert oder nach Deutschland zur Zwangsarbeit gebracht.

### Verhalten der Zivilbevölkerung
Das Leben vieler Kinder konnte nur durch den Einsatz der Aktivistin Diana Budisavljević gerettet werden, die von einigen kroatischen Zivilisten aus Sisak und Zagreb unterstützt wurde und dabei ihr eigenes Leben riskierte. Mitarbeiter des Roten Kreuzes hatten mit jugoslawischen Kommunisten zusammengearbeitet, um möglichst viele Kinder aus dem Lager schmuggeln zu können. Die Zivilbevölkerung gab diese Kinder als ihre eigenen aus. Da einige der Kinder während der Befreiung zu jung waren, um sich an ihre Familiennamen zu erinnern, konnte vielen die Identität nicht nachgewiesen werden, so dass sie ihren familiären Hintergrund nie erfuhren. Bis zur vollständigen Wiedervereinigung mancher Familien vergingen oft Jahre.

### Gedenkstätte
Zur Erinnerung an das Leid im Konzentrationslager wurde erst 1958 ein Springbrunnen mit Statuen von sieben spielenden Kindern errichtet. Die ebenfalls angebrachte Gedenktafel wurde Anfang 1990 von kroatischen Nationalisten zerstört. Aus dem früheren vierstöckigen Hauptgebäude des Lagers wurde inzwischen eine Diskothek. Der Kinderfriedhof Viktorovac, auf dem bis zu 2000 Kinder in Massengräbern liegen, war lange völlig vernachlässigt und als solcher nicht gekennzeichnet. Die Umwandlung des Gebäudes in eine Diskothek wurde von serbischer Seite scharf kritisiert. Nach Jahren der Vernachlässigung wurde 2013 schließlich die Gedenktafel auf Initiative des Serbischen Nationalrates (SNV) wieder errichtet. Die SNV stellten im selben Jahr ein Gesuch, um dem Kinderfriedhof den Status eines Denkmals zu verleihen. Der erste Gedenktag seit dem Zerfall Jugoslawiens um 1990 fand 2012 statt.